# لوکینسکایا
لوکینسکایا (به لاتین: Lukinskaya) یک منطقهٔ مسکونی در روسیه است که در استان آرخانگلسک واقع شده‌است.